# Lengnau
Lengnau é uma comuna da Suíça, no Cantão Argóvia, com cerca de 2.415 habitantes. Estende-se por uma área de 12,67 km², de densidade populacional de 191 hab/km². Confina com as seguintes comunas: Baldingen, Böbikon, Endingen, Freienwil, Obersiggenthal, Schneisingen, Unterehrendingen, Unterendingen, Wislikofen.
A língua oficial nesta comuna é o Alemão.

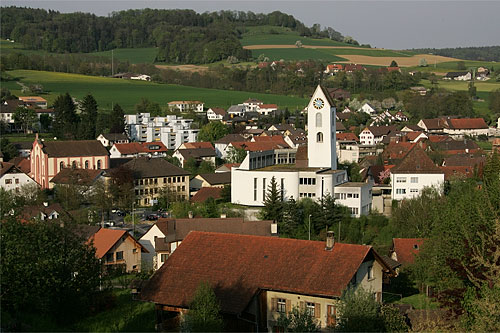
Lengnau